# خورخي لوزانو
خورخي لوزانو (بالإسبانية: Jorge Lozano)‏ مواليد 17 مايو 1963 في ولاية سان لويس بوتوسي، المكسيك، هو لاعب كرة مضرب مكسيكي سابق بدأ مسيرته كمحترف سنة 1986 وكان يلعب باليد اليمنى، اعتزل اللعب في 1994. كما أنه أحد أبطال الجراند سلام. أعلى تصنيف له في الفردي كان المركز الـ 51 في سنة 1988. أعلى تصنيف له في الزوجي كان المركز الـ 4 في سنة 1988.

## بطولات حققها
- دورة رولان غاروس الدولية

## روابط خارجية
- خورخي لوزانو على موقع رابطة محترفي التنس (الإنجليزية)
- خورخي لوزانو على موقع الاتحاد الدولي لكرة المضرب (الإنجليزية)
- خورخي لوزانو على موقع كأس ديفيز (الإنجليزية)
- خورخي لوزانو على موقع خلاصة التنس.كوم (الإنجليزية)